# Fundació Josep Irla
La Fundació Irla, anteriorment coneguda com a Fundació Josep Irla, és una fundació inscrita i constituïda el 1997 per tal de retre homenatge a la figura del president Josep Irla i Bosch i sobretot al seu pensament i acció política. És considerat com un dels principals laboratoris d'idees polítiques i socials, think-tanks, de Catalunya.
Publica periòdicament, i des de juny de 2007, la revista Eines per a l'Esquerra Nacional. Es tracta d'una revista de reflexió política que té per objectiu incentivar el debat i la reflexió entorn la realitat política, econòmica, social i cultural dels Països Catalans. Anualment atorga els premis Memorial Francesc Macià i Memorial Lluís Companys, així com els Premi d'Assaig President Irla.A l'àmbit de la recerca, convoca beques d'investigació, com la Beca d'Estudis Feministes Nativitat Yarza, la Beca d'Estudis Històrics President Macià i la Beca d'Estudi President Irla.
El febrer de 2008 va publicar un estudi sobre l'estimació de les balances fiscals de les comunitats autònomes respecte de l'Estat Espanyol entre 1995 i 2005. Fou elaborat per un equip d'economistes col·laboradors de la Secció d'Estudis Socioeconòmics de la Fundació, coordinat per Albert Castellanos. És citat quan es parla de les balances fiscals a l'Estat Espanyol juntament amb estudis semblants del BBVA, del Govern Català i del Govern Espanyol.
La fundació també realitza tasques de divulgació, organitzant conferències i seminaris. Tanmateix, és rellevant l'estudi que realitza en matèria de memòria històrica. En aquest sentit, la fundació ha elaborat els portals de consulta Memòria d'Esquerra i Memòria Valencianista, on recopilen fonts originals per tal de donar a conèixer el llegat republicà.
El març de 2017 va celebrar el seu 20è aniversari en un acte on van destacar el doble objectiu de fer justícia i de restablir la memòria republicana. En aquests moments, l'exconseller de la Generalitat de Catalunya i professor de la Universitat Autònoma de Barcelona, Joan Manuel Tresserras, n'és el president.